# Economie van Roemenië

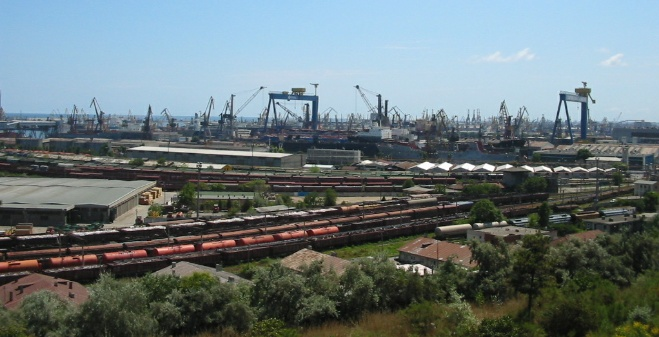
Haven van Constanţa.

De inflatie in Roemenië bedraagt 8,9% (schatting 2005). Er is vooral aan de Zwarte Zeekust, in Boekarest en in de Donaudelta veel toerisme, maar ook oude Transsylvaanse steden als Brașov trekken veel bezoekers. In 2005 is de waarde van de lei met een factor 10.000 vergroot, om de valuta hanteerbaarder te maken. Erg belangrijk voor de economie is de haven van Constanța waar ongeveer 60% van alle buitenlandse handel binnenkomt. Ook Henri Coandă International Airport (voorheen Otopeni), het grootste vliegveld van het land, is erg belangrijk voor de (buitenlandse) handel. Voor binnenlandse is Aurel Vlaicu International Airport (voorheen Băneasa) belangrijker.

## BNP
Het BNP bedraagt van 1443,5 miljard RON (€354,8 miljard).

## Munteenheid
Roemeniës munteenheid is de leu (meervoud: lei. leu betekent letterlijk leeuw). Op 1 juli 2005 werd de leu onderworpen aan revaluatie, zodat 10.000 oude lei (ROL) werd veranderd naar 1 nieuwe leu (RON). De oude lei kunnen nog gebruikt worden tot eind december 2006. De officiële waarde van de leu was op 4 augustus 2006: €1 = 3.53 lei (volgens de Nationale Roemeense Bank). Tot 31 december 2006 moeten alle briefjes en muntjes van de oude lei vervangen worden door de nieuwe lei. Dit proces zal Roemenië voorbereiden op de adoptie van de euro, dat verwacht is over een aantal jaar na de Roemeense toetreding tot de EU. De Roemeense regering streeft ernaar de euro in 2024 in te voeren.

## Nationale begroting
Het nationaal begroting is ongeveer €95 miljard, 31,2% van het BNP. De nationale begroting groeit snel, met ongeveer €36 miljard per jaar tussen 2007-2011. Ongeveer 10 miljard euro wordt per jaar gebruikt voor nationale defensie.
Nationale begroting van Roemenië:
| #  |                     | 2007    | 2008     | 2009            | 2010            | 2011            |
| -- | ------------------- | ------- | -------- | --------------- | --------------- | --------------- |
| 1. | Nationaal begroting | 95 Mjd€ | 115 Mjd€ | 138 Mjd€ (ong.) | 157 Mjd€ (ong.) | 174 Mjd€ (ong.) |
| 2. | Percentage van bnp% | 39%     | 41%      | 44%(ong.)       | 46%(ong.)       | 49%(ong.)       |

Roemeniës ontwikkeling tussen 2007-2013 zal €58,7 miljard kosten, waarvan 43% door de Europese Unie wordt gefinancierd.

## Handel
Het grootste deel van de Roemeense handel gaat naar EU-lidstaten. In de eerste drie maanden van 2007 nam Roemeniës export met 31,2% toe. De import nam in dezelfde periode met 30% toe. Het handelstekort kwam op €10,2 miljard. In maart 2007, groeiden Roemeense exports tot een recordwaarde van €5 miljard/maand. Tegenwoordig heeft is Roemeniës situatie ongeveer gelijk aan dat van de nieuwe EU-lidstaten: de export van hoogst technologische producten bedragen 4,5%, en is duidelijk hoger dan dat van bijvoorbeeld Polen waar het slechts 2,7% van de export betreft. In december 2005 werd de Nationale Strategie voor Export voor de periode 2005-2009 gesticht. De buitenlandse handel wordt geschat op €155 miljard, voor het jaar 2007. In 2006 was het €128 miljard.
| #  |        | 2007    | 2008    | 2009             | 2010            | 2011            |
| -- | ------ | ------- | ------- | ---------------- | --------------- | --------------- |
| 1. | Export | 53 Mjd€ | 70 Mjd€ | 90.5 Mjd€ (ong.) | 110 Mjd€ (ong.) | 133 Mjd€ (ong.) |
| 2. | Import | 74 Mjd€ | 81 Mjd€ | 100 Mjd (ong.)   | 119 Mjd€ (ong.) | 144 Mjd€ (ong.) |
| 3. | €      | 525 €   | 685 €   | 756€ (ong.)      | 120 855€ (ong.) | 935 € (ong.)    |

## Groeisectoren
Groeisectoren:
Medische en optische instrumenten, meubels, transportmiddelen en textielproducten
Uitvoer:
Textielproducten, metaal en metaalproducten, meubels, machines, elektrische apparaten en grond- en brandstoffen.

Voornaamste uitvoerlanden: Italië, Duitsland, Frankrijk, Turkije
Invoer:
Machines, grondstoffen en brandstoffen, chemische producten en textiel

Voornaamste invoerlanden: Duitsland, Italië, Frankrijk, Rusland.
Invoer Nederlandse producten: voor f 914,6 miljoen (sept. 2001)

Uitvoer naar Nederland: voor f 678,7 miljoen (sept. 2001)
Ongeveer een derde van de Roemeense bevolking is werkzaam in of afhankelijk van de landbouw. De Roemeense overheid streeft ernaar dit percentage te verlagen.
Albanië · Andorra · Azerbeidzjan · België · Bosnië en Herzegovina · Bulgarije · Cyprus · Denemarken · Duitsland · Estland · Finland · Frankrijk · Georgië · Griekenland · Hongarije · IJsland · Ierland · Italië · Kroatië · Letland · Liechtenstein · Litouwen · Luxemburg · Malta · Moldavië · Monaco · Montenegro · Nederland · Noord-Macedonië · Noorwegen · Oekraïne · Oostenrijk · Polen · Portugal · Roemenië · Rusland · San Marino · Servië · Slovenië · Slowakije · Spanje · Tsjechië · Turkije · Vaticaanstad · Verenigd Koninkrijk · Wit-Rusland · Zweden · Zwitserland